# Museo Taurino (Jerez de la Frontera)
El Museo Taurino es un espacio expositivo sobre el mundo del toro localizado en Jerez de la Frontera (Andalucía, España). Fue cerrado en mayo de 2021, por orden municipal.

## Estructura
El museo incluye:

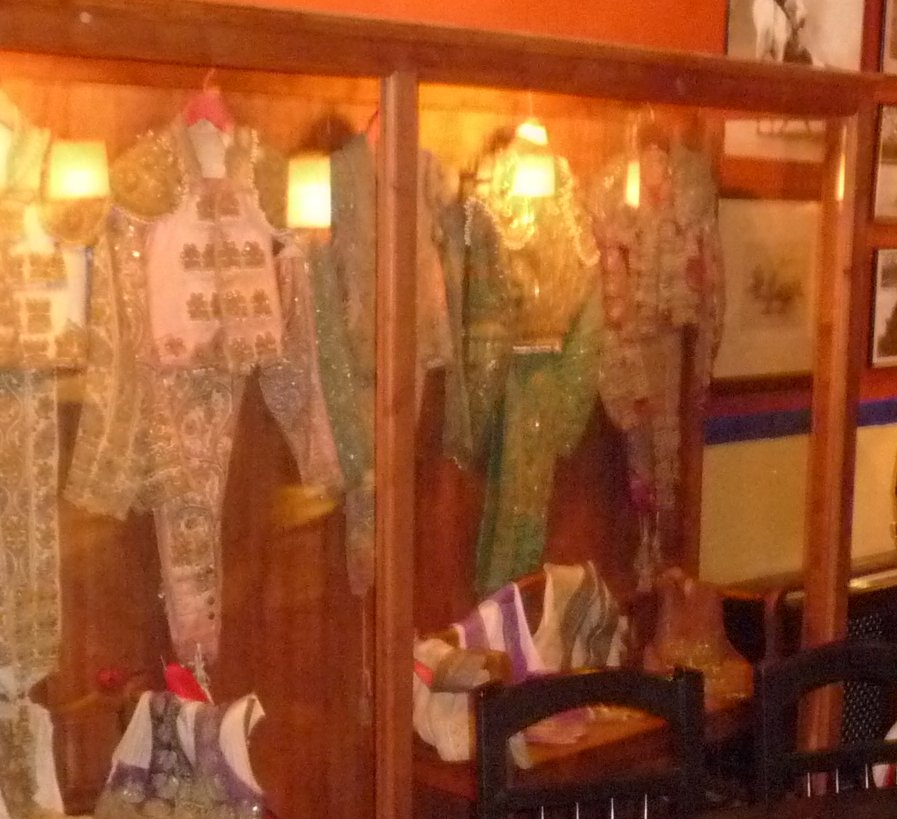
Vitrina con trajes de luces

- Objetos de las ganaderías propias de la comarca.
- Hierros de las ganaderías más conocidas.
- Bustos.
- Esculturas.
- Carteles.
- Otros objetos.
- Bar-tabanco para degustar vino de Jerez.

## Futuro
En 2020 se plantea su cierre.